# Zardeh Kamar
Zardeh Kamar (persiska: زرده كمر, سَرد قَمَر, زَرد كَمَر) är en ort i Iran.   Den ligger i provinsen Kurdistan, i den nordvästra delen av landet, 400 km väster om huvudstaden Teheran. Zardeh Kamar ligger 1 679 meter över havet och antalet invånare är 219.
Terrängen runt Zardeh Kamar är platt åt sydväst, men åt nordost är den kuperad. Zardeh Kamar ligger nere i en dal. Runt Zardeh Kamar är det ganska glesbefolkat, med 23 invånare per kvadratkilometer. Närmaste större samhälle är Darreh Asb, 17,9 km nordväst om Zardeh Kamar. Trakten runt Zardeh Kamar består i huvudsak av gräsmarker.